# Ти (буква)
Ϯ, ϯ (ти, копт. ϯⲓ) — тридцать вторая буква коптского алфавита, обозначающая звуки [ti]. Происходит из демотического письма.

## Использование
Происходит от демотического знака , который, в свою очередь, является скорописным вариантом иероглифа
| D37 · X1 |

ti
.